# Великий південноафриканський телескоп
32°22′33″ пд. ш. 20°48′39″ сх. д. / 32.375918382461° пд. ш. 20.810756512749° сх. д.
Великий південноафриканський телескоп (англ. Southern African Large Telescope, скорочено SALT) являє собою оптичний телескоп класу 10-метрових, призначений в основному для спектроскопії. Головне дзеркало складається з 91 шестикутного сегмента, кожен з яких має 1-метровий вписаний діаметр, а складене ними дзеркало має розмір 11,1 м на 9,8 м. Телескоп розташований неподалік від міста Сазерленд у напівпустельній області Карру, Південна Африка. Телескоп належить Південно-Африканській астрономічній обсерваторії, національній оптичній обсерваторії Південної Африки.

## Загальна характеристика
SALT — найбільший оптичний телескоп у південній півкулі. Він дає можливість отримувати візуальні зображення, здійснювати спектроскопічний та поляризаційний аналіз випромінювання астрономічних об'єктів, які є недосяжними для телескопів північної півкулі. Спочатку телескоп планувалося побудувати як копію телескопа Хоббі—Еберлі (НЕТ) обсерваторії МакДоналда, але під час адаптації проекту, до конструкції були внесені значні зміни, особливо — до дизайну коректора сферичних аберацій. Основним рушієм цих змін було бажання поліпшення поля зору телескопа.
Перший запуск із повним використанням дзеркала відбувся 1 вересня 2005 року, під час якого було отримано зображення кулястого скупчення 47 Тукана, розсіяного скупчення NGC 6152, спіральної галактики NGC 6744 і туманності Лагуни з роздільною здатністю 1 кутова секунда. Офіційно телескоп став до ладу 10 листопада 2005 року після церемонії за участі президента ПАР Табо Мбекі.

## Фінансування
Південна Африка внесла близько 36 млн $ США, що становить третину від загальної вартості проекту. Цими коштами SALT фінансувався перші 10 років (20 млн $ витрачено на будівництво телескопа, 6 млн. $ — на інструменти, 10 млн $ — на проведення досліджень). Решту коштів надали інші партнери — Німеччина, Польща, Сполучені Штати Америки, Велика Британія та Нова Зеландія.

## Інтернет з'єднання
Великий Південноафриканський телескоп з'єднаний з серверами SAAO в Кейптауні оптичним кабелем пропускною здатністю 1Гбіт/с через мережу SANREN. SAAO має 1Гбіт/с з'єднання з мережею SANREN, частина трафіку (17 Мбіт/с) відведена міжнародним користувачам.

## Інтернет-ресурси
- Офіційний сайт
- Near Earth Object Observations by SALT
- SALT Camera[недоступне посилання з 01.01.2018] –  Live view of SALT.